# Belgische kampioenschappen veldrijden 2023
De Belgische kampioenschappen veldrijden 2023 werden gehouden in het weekend van 14 en 15 januari 2023 in Lokeren. Bij de elite waren Sanne Cant en Wout van Aert de regerende kampioenen, maar die laatste nam niet deel aan de editie van 2023. Het parcours was 3,3 kilometer lang, en lag in het Lokerens Park ter Beuken. Elke ronde reden de renners tweemaal de Durme over via een tijdelijk ponton, om hier een klein stukje in het Heirbrugpark te rijden.

## Uitslagen

### Elite
| Mannen (6 rondes) | Mannen (6 rondes)      | Mannen (6 rondes) | Vrouwen (4 rondes) | Vrouwen (4 rondes)       | Vrouwen (4 rondes) |
| pos.              | renner                 | tijd              | pos.               | renner                   | tijd               |
| ----------------- | ---------------------- | ----------------- | ------------------ | ------------------------ | ------------------ |
| Goud              | Michael Vanthourenhout | 1u 00' 04"        | Goud               | Sanne Cant               | 52' 00"            |
| Zilver            | Laurens Sweeck         | + 2"              | Zilver             | Marion Norbert-Riberolle | + 1' 20"           |
| Brons             | Thibau Nys             | + 1' 42"          | Brons              | Alicia Franck            | + 2' 05"           |
| 4.                | Eli Iserbyt            | + 2' 29"          | 4.                 | Jinse Peeters            | + 4' 39"           |
| 5.                | Gerben Kuypers         | + 2' 39"          | 5.                 | Jana Dobbelaere          | + 5' 02"           |
| 6.                | Jens Adams             | + 2' 53"          | 6.                 | Julie Brouwers           | + 5' 17"           |
| 7.                | Timo Kielich           | + 3' 15"          | 7.                 | Marthe Truyen            | + 5' 30"           |
| 8.                | Emiel Verstrynge       | + 3' 44"          | 8.                 | Ellen Van Loy            | + 5' 55"           |
| 9.                | Joran Wyseure          | + 3' 53"          | 9.                 | Suzanne Verhoeven        | + 6' 26"           |
| 10.               | Jente Michels          | + 4' 03"          | 10.                | Kiona Crabbé             | + 6' 44"           |

### Elite met clubploegen
| Mannen (6 rondes) | Mannen (6 rondes)    | Mannen (6 rondes) | Vrouwen (4 rondes) | Vrouwen (4 rondes)    | Vrouwen (4 rondes) |
| pos.              | renner               | tijd              | pos.               | renner                | tijd               |
| ----------------- | -------------------- | ----------------- | ------------------ | --------------------- | ------------------ |
| Goud              | Gerben Kuypers       | 1u 02' 43"        | Goud               | Jana Dobbelaere       | 57' 02"            |
| Zilver            | Clement Horny        | + 3' 12"          | Zilver             | Julie Brouwers        | + 15"              |
| Brons             | Julian Siemons       | + 4' 23"          | Brons              | Ellen Van Loy         | + 53"              |
| 4.                | Robin Alderweireld   | + 5' 00"          | 4.                 | Suzanne Verhoeven     | + 1' 24"           |
| 5.                | Ingmar Uytdewilligen | + 5' 16"          | 5.                 | Joyce Vanderbeken     | + 2' 03"           |
| 6.                | Sander De Vet        | + 5' 40"          | 6.                 | Kim Van de Steene     | + 2' 15"           |
| 7.                | Mathijs Wuyts        | + 6' 11"          | 7.                 | Lotte Baele           | + 3' 05"           |
| 8.                | Dolf Pemen           | + 6' 35"          | 8.                 | Febe De Smedt         | + 4' 29"           |
| 9.                | Arne Vrachten        | + 6' 45"          | 9.                 | Lara Defour           | + 6' 21"           |
| 10.               | Thomas Verheyen      | + 8' 08"          | 10.                | Audrey De Keersmaeker | + 6' 45"           |

### Beloften
| Mannen (5 rondes) | Mannen (5 rondes)   | Mannen (5 rondes) | Vrouwen (4 rondes) | Vrouwen (4 rondes) | Vrouwen (4 rondes) |
| pos.              | renner              | tijd              | pos.               | renner             | tijd               |
| ----------------- | ------------------- | ----------------- | ------------------ | ------------------ | ------------------ |
| Goud              | Witse Meeussen      | 51' 38"           | Goud               | Julie Brouwers     | 57' 17"            |
| Zilver            | Lennert Belmans     | + 23"             | Zilver             | Kiona Crabbé       | + 1' 27"           |
| Brons             | Victor Van De Putte | + 1' 09"          | Brons              | Lotte Baele        | + 2' 50"           |
| 4.                | Kay De Bruyckere    | + 1' 22"          | 4.                 | Febe De Smedt      | + 4' 09"           |
| 5.                | Jelle Vermoote      | + 1' 46"          | 5.                 | Juline Delcommune  | + 6' 47"           |
| 6.                | Ward Huybs          | + 2' 18"          | 6.                 | Tessa Zwaenepoel   | + 7' 15"           |
| 7.                | Yorben Lauryssen    | + 2' 33"          | 7.                 | Kiona Dhont        | + 7' 26"           |
| 8.                | Lukas Vanderlinden  | + 3' 23"          | 8.                 | Sterre Vervloet    | + 1 ronde          |
| 9.                | Floris Van Tricht   | + 3' 32"          | 9.                 | Floor Van Elsacker | + 1 ronde          |
| 10.               | Arne Baers          | + 3' 50"          | 10.                | Lies'l Schevenels  | + 1 ronde          |

### Junioren
| Mannen (4 rondes) | Mannen (4 rondes)   | Mannen (4 rondes) | Vrouwen (3 rondes) | Vrouwen (3 rondes)    | Vrouwen (3 rondes) |
| pos.              | renner              | tijd              | pos.               | renner                | tijd               |
| ----------------- | ------------------- | ----------------- | ------------------ | --------------------- | ------------------ |
| Goud              | Viktor Vandenberghe | 44' 21"           | Goud               | Fleur Moors           | 44' 07"            |
| Zilver            | Wies Nuyens         | + 1' 17"          | Zilver             | Lore De Schepper      | + 50"              |
| Brons             | Seppe Van Den Boer  | + 2' 23"          | Brons              | Shanyl De Schoesitter | + 2' 04"           |
| 4.                | Sil De Brauwere     | + 3' 01"          | 4.                 | Lore Sas              | + 2' 30"           |
| 5.                | Antoine Jamin       | + 3' 17"          | 5.                 | Anna Vanderaerden     | + 4' 43"           |
| 6.                | Lars Van Loocke     | + 3' 25"          | 6.                 | Ilken Seynave         | + 5' 16"           |
| 7.                | Yoren Vanhoudt      | + 3' 42"          | 7.                 | Jana Van Der Veken    | + 5' 57"           |
| 8.                | Robbe Marchand      | + 3' 48"          | 8.                 | Xenna De Bruyckere    | + 6' 55"           |
| 9.                | Miel Dekien         | + 4' 01"          | 9.                 | Sterre Hendrickx      | + 7' 35"           |
| 10.               | Bram Sprangers      | + 4' 02"          | 10.                | Alexe De Raedemaeker  | + 1 ronde          |

### Nieuwelingen
| Mannen (1e jaar) (3 rondes) | Mannen (1e jaar) (3 rondes) | Mannen (1e jaar) (3 rondes) | Mannen (2e jaar) (3 rondes) | Mannen (2e jaar) (3 rondes) | Mannen (2e jaar) (3 rondes) | Vrouwen (2 rondes) | Vrouwen (2 rondes)        | Vrouwen (2 rondes) |
| pos.                        | renner                      | tijd                        | pos.                        | renner                      | tijd                        | pos.               | renner                    | tijd               |
| --------------------------- | --------------------------- | --------------------------- | --------------------------- | --------------------------- | --------------------------- | ------------------ | ------------------------- | ------------------ |
| Goud                        | Seppe Sprangers             | 33' 54"                     | Goud                        | Arthur Van Den Boer         | 30' 25"                     | Goud               | Sanne Laurijssen          | 27' 36"            |
| Zilver                      | Giel Lejeune                | + 10"                       | Zilver                      | Mathias De Keersmaeker      | + 55"                       | Zilver             | Zita Peeters              | + 55"              |
| Brons                       | Thomas Verdonck             | + 22"                       | Brons                       | Mats Vanden Eynde           | + 57"                       | Brons              | Lien Schampaert           | + 1' 15"           |
| 4.                          | Dima Roels                  | + 38"                       | 4.                          | Leander De Gendt            | + 1' 15"                    | 4.                 | Melanie Lemmens           | + 1' 20"           |
| 5.                          | Len Geerts                  | + 45"                       | 5.                          | Yoram Knaepen               | + 1' 18"                    | 5.                 | Lisa Maes                 | + 1' 39"           |
| 6.                          | Jari Van Lee                | + 1' 04"                    | 6.                          | Stan Van Looy               | + 1' 39"                    | 6.                 | Shanaya Esther Schollaert | + 1' 48"           |
| 7.                          | Daan Wilmsen                | + 1' 30"                    | 7.                          | Keano Geens                 | + 1' 39"                    | 7.                 | Lore De Geest             | + 1' 55"           |
| 8.                          | Matteo Declercq             | + 2' 07"                    | 8.                          | Naud De Clercq              | + 1' 57"                    | 8.                 | Noor Vandendijck          | + 2' 44"           |
| 9.                          | Lars Corsus                 | + 2' 22"                    | 9.                          | Loïc Vanlaere               | + 2' 14"                    | 9.                 | Eline De Winter           | + 3' 03"           |
| 10.                         | Seff Van Kerckhove          | + 2' 34"                    | 10.                         | Zeno Durie                  | + 2' 32"                    | 10.                | Marie De Schrijver        | + 3' 33"           |

Kampioenschappen:  Wereldkampioenschappen ·
 Europese kampioenschappen ·
 Belgische kampioenschappen ·
 Nederlandse kampioenschappen
Klassementen:  Wereldbeker ·
 Superprestige ·
 X²O Badkamers Trofee ·
 TOI TOI Cup ·
 USCX Series ·
 Coupe de France ·
 National Trophy Series ·
 Copa de España ·
 Swiss Cyclocross Cup ·
 New England Series
Overig:  Exact Cross ·  Losse crossen België
Geen UCI-cat.:  Giro d'Italia Ciclocross
1910 · 
1911 · 
1912 · 
1913 · 
1914 · 
1915-1920 · 
1921 · 
1922 · 
1923 · 
1924 · 
1925 · 
1926 · 
1927 · 
1928 · 
1929 · 
1930 · 
1931 · 
1932 · 
1933 · 
1934 · 
1935 · 
1936 · 
1937 · 
1938 · 
1939 · 
1940 · 
1941 · 
1942 · 
1943 · 
1944 · 
1945 · 
1946 · 
1947 · 
1948 · 
1949 · 
1950 · 
1951 · 
1952 · 
1953 · 
1954 · 
1955 · 
1956 · 
1957 · 
1958 · 
1959 · 
1960 · 
1961 · 
1962 · 
1963 · 
1964 · 
1965 · 
1966 · 
1967 · 
1968 · 
1969 · 
1970 · 
1971 · 
1972 · 
1973 · 
1974 · 
1975 · 
1976 · 
1977 · 
1978 · 
1979 · 
1980 · 
1981 · 
1982 · 
1983 · 
1984 · 
1985 · 
1986 · 
1987 · 
1988 · 
1989 · 
1990 ·
1991 ·
1992 ·
1993 ·
1994 ·
1995 ·
1996 ·
1997 ·
1998 ·
1999 ·
2000 · 
2001 · 
2002 · 
2003 · 
2004 · 
2005 · 
2006 · 
2007 · 
2008 · 
2009 ·
2010 ·
2011 ·
2012 ·
2013 ·
2014 ·
2015 ·
2016 ·
2017 ·
2018 ·
2019 ·
2020 ·
2021 ·
2022 ·
2023 · 2024 · 2025